# Sunwing Airlines
Sunwing Airlines byla kanadská nízkonákladová letecká společnost sídlící v Torontu. Společnost provozovala také charterové lety z Kanady. Hlavní báze měla letecká společnost na letištích v Torontu, Montréalu, a Vancouveru. Společnost byla založena v roce 2005 a svou činnost ukončila v roce 2025, kdy byla plně převedena pod konkureční kanadskou leteckou  společnost WestJet, která ji již v roce 2023 odkoupila. Letadla Sunwing byla v Česku k vidění během letní sezóny v rámci pronájmu u společnosti Smartwings. 

## Destinace
Společnost se soustřeďovala na nízkonákladové a charterové lety z Kanady na Kubu, do Mexika, Karibiku, střední a jižní Ameriky a také do Spojených států amerických.

## Flotila

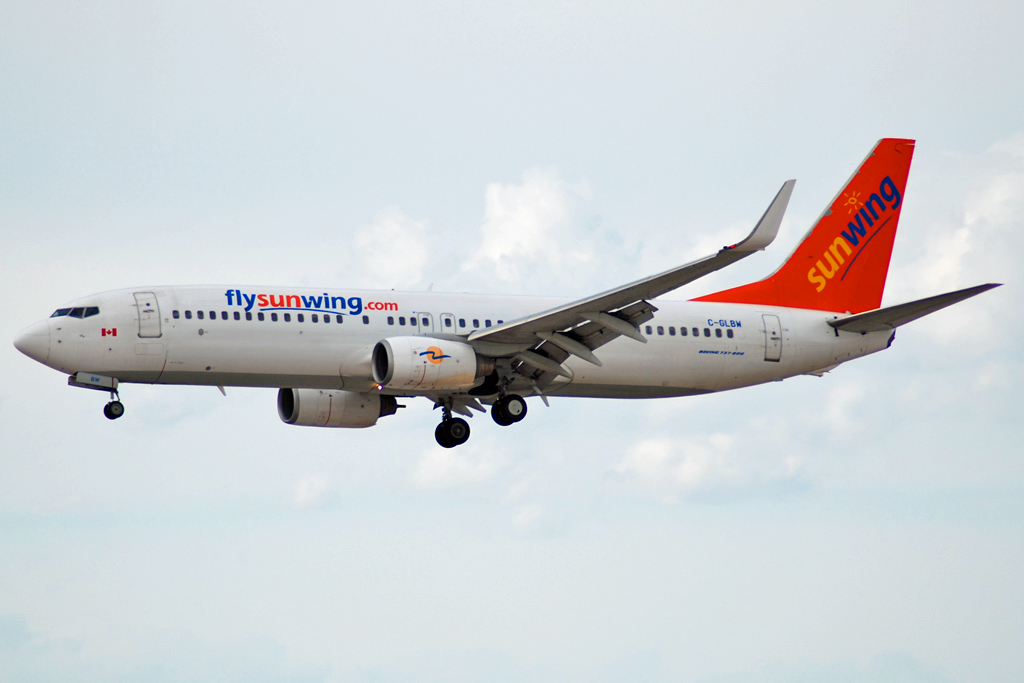
Letadlo Sunwing Airlines při přistání

V únoru 2017 letecká společnost Sunwing Airlines provozovala tyto typy letadel:
| Letadla        | Používaná | Pronájmy | Cestující | Poznámka                                                                                               |
| -------------- | --------- | -------- | --------- | --- |
| Boeing 737-800 | 15        | 21       | 189       | 7 pronajato od Thomson Airways, 3 pronajaty TUIfly Belgium, 2 pronajaty TUIfly, 8 pronajato Smartwings |
| Počet:         | 15        | 21       |           | |